# Rafał Grupiński
Rafał Szymon Grupiński (ur. 26 września 1952 we Wronkach) – polski polityk, historyk i animator kultury, krytyk literacki, publicysta, wydawca, przedsiębiorca, nauczyciel akademicki, poseł na Sejm V, VI, VII, VIII i IX kadencji, senator XI kadencji, przewodniczący klubu parlamentarnego Platformy Obywatelskiej w Sejmie VII kadencji, w latach 2007–2009 sekretarz stanu w Kancelarii Prezesa Rady Ministrów, od 2023 wicemarszałek Senatu XI kadencji.

## Życiorys
W 1976 ukończył studia polonistyczne na Uniwersytecie im. Adama Mickiewicza w Poznaniu z zakresu historii literatury. W latach 1977–1981 pracował jako nauczyciel i bibliotekarz szkolny w szkołach podstawowych i ponadpodstawowych. Od 1981 nauczyciel akademicki, wykładowca historii kultury i estetyki na Wydziale Edukacji Artystycznej Akademii Sztuk Pięknych w Poznaniu.
W 1980 brał udział w zakładaniu szkolnego koła NSZZ „Solidarność” w Państwowym Liceum Sztuk Plastycznych w Poznaniu. Był współzałożycielem Komisji Koordynacyjnej NSZZ „Solidarność” Pracowników Oświaty i Wychowania w Wielkopolsce, założycielem i redaktorem czasopism drugiego obiegu, w tym od 1985 do 1999 niezależnego miesięcznika literackiego „Czas Kultury”, który w 1990 zaczął ukazywać się oficjalnie.
W latach 1991–1992 był redaktorem „Tygodnika Literackiego”, a w latach 1994–1995 redaktorem naczelnym tygodnika kulturalnego TVP Pegaz. Od 1995 do 1996 zajmował stanowisko dyrektora telewizji edukacyjnej w TVP1. W latach 1999–2001 pełnił funkcję prezesa zarządu Wydawnictw Szkolnych i Pedagogicznych. Następnie pracował w wydawnictwie Prószyński i Spółka jako dyrektor książek (2002), wiceprezes (2003–2005) i prezes zarządu (2005).
Od 1990 do 1998 był członkiem zarządu spółki wydawniczej „Obserwator”, współtworzył (wspólnie z Krystyną i Ryszardem Krynickimi) serię wydawniczą A5, był pomysłodawcą serii wydawniczej Biblioteka Czasu Kultury. W latach 1995–1997 przewodniczył zespołowi doradczemu Ministerstwa Edukacji Narodowej i Telewizji Edukacyjnej ds. tworzenia i rozpowszechniania programów edukacyjnych dla szkół. W latach 1997–1998 współtworzył cykl dokumentalny pt. Dzieje kultury polskiej. W latach 1997–1998 zasiadał w radzie nadzorczej Przedsiębiorstwa Produkcyjno-Handlowego Agropol w Sokołowie.
Członek Senatu ASP w Poznaniu przez dwie kadencje, współtwórca reformy uczelni i jej nowego statutu na początku lat 80. Zasiadał także m.in. w radzie Fundacji Pogranicze, radzie programowej Radia Merkury Poznań i radzie Fundacji 750-lecia Lokacji Miasta Poznania. Jest autorem i współautorem publikacji z zakresu historii kultury i literatury polskiej, programów telewizyjnych oraz podręczników do nauczania języka polskiego.
W latach 1991–1994 należał do Kongresu Liberalno-Demokratycznego, później był członkiem Unii Wolności oraz Stronnictwa Konserwatywno-Ludowego.  W wyborach samorządowych w 1998 bezskutecznie ubiegał się o mandat radnego Poznania z listy Akcji Wyborczej Solidarność. Od 2001 związany z Platformą Obywatelską, pełnił funkcję doradcy jej klubu parlamentarnego.
W 2005 z listy PO został wybrany na posła V kadencji w okręgu kaliskim. W wyborach parlamentarnych w 2007 po raz drugi uzyskał mandat poselski, otrzymując 26 944 głosy. 16 listopada 2007 objął funkcję sekretarza stanu w Kancelarii Prezesa Rady Ministrów. 7 października 2009 podał się do dymisji. Dwa tygodnie później został wiceprzewodniczącym klubu parlamentarnego PO. 26 października tego samego roku odszedł z rządu. 22 maja 2010 został wybrany na przewodniczącego PO w województwie wielkopolskim, pokonując Waldego Dzikowskiego. W 2011 kandydował w wyborach parlamentarnych z 1. miejsca na liście komitetu wyborczego PO w okręgu wyborczym nr 39 w Poznaniu i ponownie został wybrany na posła; oddano na niego 40 510 głosów. 8 listopada tego samego roku został przewodniczącym klubu parlamentarnego PO.
W 2015 był jednym z założycieli komitetu wyborczego Bronisława Komorowskiego w wyborach prezydenckich. W wyborach w tym samym roku z powodzeniem ubiegał się o poselską reelekcję (dostał 29 122 głosy). W Sejmie VIII kadencji został przewodniczącym Komisji Edukacji, Nauki i Młodzieży oraz członkiem Komisji do Spraw Unii Europejskiej. W listopadzie 2016 został powołany na funkcję ministra kultury i dziedzictwa narodowego w gabinecie cieni utworzonym przez Platformę Obywatelską. W latach 2013–2018 wchodził w skład Rady Muzeum przy Muzeum Historii Żydów Polskich Polin w Warszawie.
W 2019 został wybrany z listy Koalicji Obywatelskiej na posła IX kadencji Sejmu, otrzymując 17 933 głosy. W 2023 był kandydatem KO do Senatu w okręgu nr 91. Został wybrany do wyższej izby polskiego parlamentu, zdobywając 255 036 głosów. 13 listopada tegoż roku wybrano go na stanowisko wicemarszałka Senatu.

## Życie prywatne
Syn Feliksa i Ireny. Jest mężem Ewy Malinowskiej-Grupińskiej. Jego pierwszą żoną była Anka Grupińska.

## Publikacje
- W ziemi cieniach, Solidarność Walcząca, Poznań 1985.
- Ponieważ nie dochodzą stamtąd żadne wieści, Universitas, Oficyna Wydawnicza NZS Uniwersytetu Wrocławskiego, Wrocław 1988.
- Dziedziniec strusich samic. Kilka uwag o życiu umysłowym w Polsce, Obserwator, Poznań 1992, ISBN 83-900292-2-7.
- Niebawem spadnie błoto, czyli kilka uwag o literaturze nieprzyjemnej (wraz z Izoldą Kiec), Obserwator, Poznań 1997, ISBN 83-87235-00-8.
- Bieg w ciemność, Obserwator, Poznań 1998.
- Uspokojenie, Wydawnictwo MG, Warszawa 2009, ISBN 978-83-61297-97-0.
- Polityka i kultura (rozm. Łukasz Perzyna), Prószyński S-ka, Warszawa 2019, ISBN 978-83-8169-159-8.
- Bogini Jezus, WBPiCAK, Poznań 2021, ISBN 978-83-66453-57-9.

## Odznaczenia
- Złoty Krzyż Zasługi – 2003[17]

## Wyniki w wyborach ogólnopolskich
| Wybory | Komitet wyborczy   | Komitet wyborczy      | Organ           | Okręg            | Wynik          |
| ------ | ------------------ | --------------------- | --------------- | ---------------- | -------------- |
| 2005   |                    | Platforma Obywatelska | Sejm V kadencji | nr 36            | 8168 (2,90%)   |
| 2007   | Sejm VI kadencji   | Platforma Obywatelska | 26 944 (6,98%)  | nr 36            |                |
| 2011   | Sejm VII kadencji  | Platforma Obywatelska | nr 39           | 40 510 (10,13%)  |                |
| 2015   | Sejm VIII kadencji | Platforma Obywatelska | nr 39           | 29 122 (7,10%)   |                |
| 2019   |                    | Koalicja Obywatelska  | nr 39           | Sejm IX kadencji | 17 933 (3,49%) |
| 2023   | Senat XI kadencji  | Koalicja Obywatelska  | nr 91           | 255 036 (77,64%) |                |